# Villarepos
Villarepos (en alemán Ruppertswil) es una comuna suiza del cantón de Friburgo, situada en el distrito de See/Lac. Limita al norte con las comunas de Faoug (VD) y Clavaleyres (BE), al noreste con Courgevaux, al este con Courlevon y Wallenried, al sur con Misery-Courtion, y al oeste con Avenches (VD).